# Campaña para el neologismo "santorum"

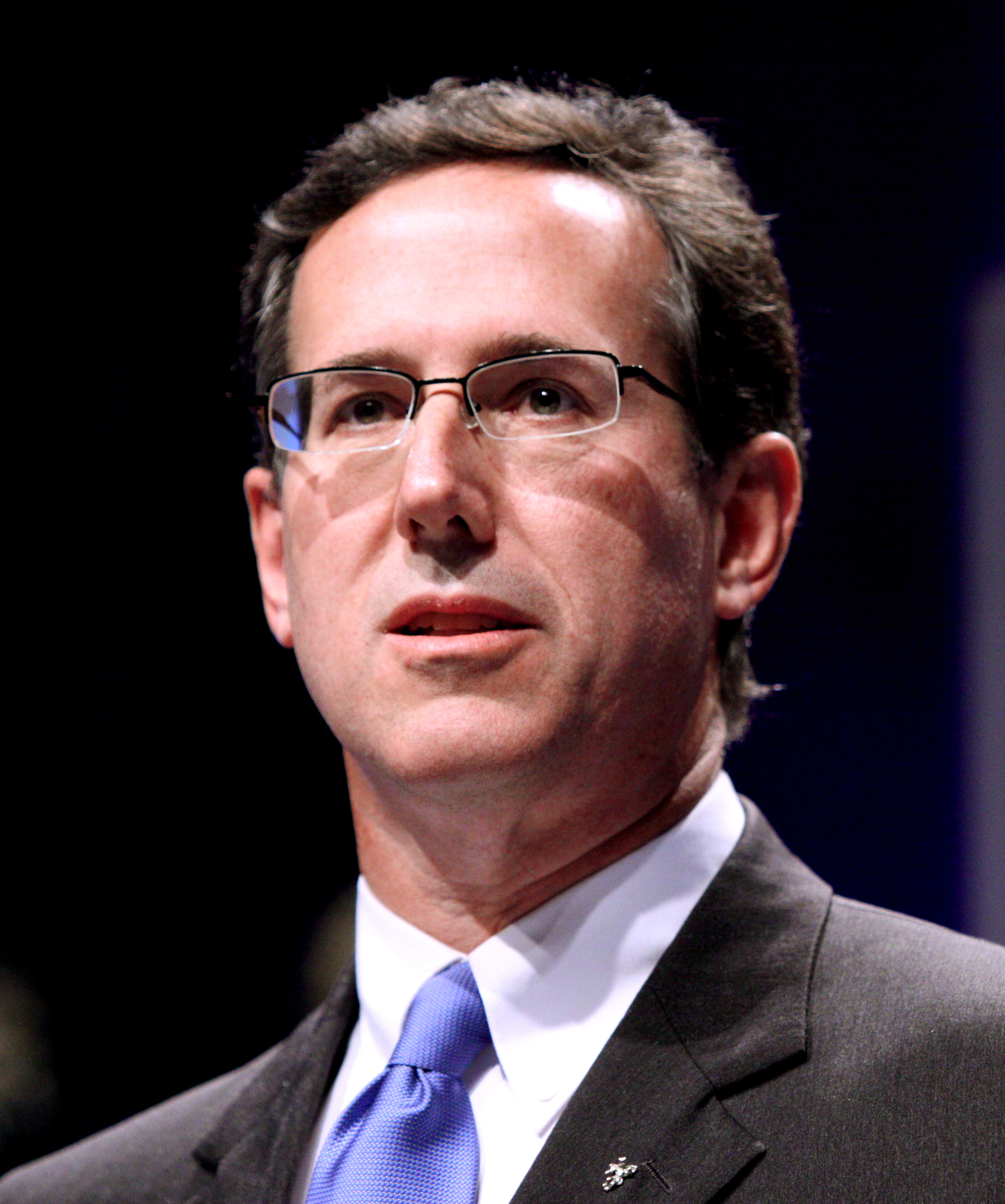
Rick Santorum

En mayo de 2003 el columnista y activista LGBT Dan Savage lanzó un concurso entre sus lectores para establecer una definición de la palabra santorum como represalia por los comentarios del entonces senador estadounidense Rick Santorum acerca del matrimonio entre personas del mismo sexo.  Santorum había opinado: «En cada sociedad la definición de matrimonio que yo sepa jamás ha incluido la homosexualidad. Esto no es meterse con la homosexualidad. No se trata, usted sabe, de hombre con niño,  hombre con perro o cualquiera que sea el caso».  Savage anunció la definición ganadora que describía santorum como ‘la mezcla espumosa de lubricante y heces que a veces se produce como resultado del sexo anal’. Para promover la definición, Savage creó un sitio web, spreadingsantorum.com, que llegó a ser un resultado prominente vinculado al apellido del senador en varios buscadores.
En 2010, Savage declaró que cerraría el sitio web si Santorum donara 5 millones de dólares con intereses a Freedom to Marry, un grupo que abogaba por el matrimonio entre personas del mismo sexo.  En septiembre de 2011, Santorum pidió a Google que eliminara la definición de su índice de búsqueda, pero la empresa rehusó respondiendo que no censuraba el contenido de los resultados de búsqueda salvo en circunstancias muy excepcionales.